# Eleuterio Fortino
Eleuterio Francesco Fortino, auch Archimandrit Eleuterio, (* 21. April 1938 in Lattarico, Provinz Cosenza, Kalabrien; † 22. September 2010 in Rom) war ein italo-albanischer Theologe und Ökumeniker. Er galt als einer der wichtigen Ostkirchenexperten des Heiligen Stuhls und Pionier der Ökumene.

## Leben
Fortino entstammte einer Arbëresh-Familie aus der süditalienischen italo-albanischen Gemeinde San Benedetto Ullano. Er studierte von 1958 bis 1965 Philosophie und Theologie im Kloster Santa Maria di Grottaferrata, am Päpstlichen Griechischen Kollegium St. Athanasius in Rom und der Päpstlichen Universität Gregoriana in Rom. Eleuterio Fortino empfing am 24. November 1963 im Collegio Greco die Priesterweihe für die Eparchie Lungro der Italo-albanischen Kirche. 1965 wurde er Pfarrer der italo-albanischen Katholiken in Rom an der Kirche St. Anastasius der Griechen, später auch Archimandrit der Italo-albanischen Eparchie von Kalabrien.
Fortino war Teilnehmer der letzten Sitzungsperiode des Zweiten Vatikanischen Konzils von 1965 und wurde anschließend durch den Kurienbischof Johannes Willebrands in das 1960 neugegründete Sekretariat für die Einheit der Christen berufen. Hauptaufgabe war die Betreuung der Orthodoxen Kirchen, insbesondere der Griechisch-katholischen Kirche und der Rumänischen griechisch-katholischen Kirche. 1987 wurde er zum Untersekretär des Päpstlichen Rates zur Förderung der Einheit der Christen ernannt, zudem Leiter der Abteilung für die Kontakte mit den Orthodoxen. Er war auch Sekretär des der Gemeinsamen Internationalen Kommission für den theologischen Dialog zwischen der Orthodoxen Kirche und der Römisch-Katholischen Kirche.
Das italienische Studentenwerk bezeichnete Fortino als „Seele und Motor des Sekretariates zur Förderung der Einheit der Christen im Vatikan“.
Fortino hat zahlreiche Schriften veröffentlicht. Der Osservatore Romano publizierte über 250 seiner Artikel in 45 Jahren.
Er starb nach langer Krankheit im Klinikum der Universität Tor Vergata. Fortino wurde in seiner Heimatgemeinde San Benedetto Ullano bestattet.

## Ehrungen
- La Rosa D’Argento (2007)[4]
- Die Silberne Rose des heiligen Nikolaus von Myra (2008)[5][6]
- Premio San Demetrio e Premio Arberia (2009)[4]

## Schriften
- Liturgia greca, Chiesa di S. Atanasio 1970
- S. Atanasio: la liturgia greca a Roma, Chiesa di S. Atanasio 1970
- La chiesa bizantina albanese in Calabria. Tensioni e comunione (Band 2 von Quad. Associazione italo-greco-albanese), Bios 1994, ISBN 978-88-7740-171-7
- Il dialogo ecumenico. Verso il terzo millennio (Band 9 von Terzo millennio cristiano), Grafitalica 2000, ISBN 978-88-87773-21-7
- Missione e Missionarieta in Giovanni Paolo II, Ed. Urbaniana University Press, Città del Vaticano 2004, ISBN 88-401-4009-3